# Сечихи
Сечихи (пол. Sieczychy) — село в Польщі, у гміні Длуґосьодло Вишковського повіту Мазовецького воєводства.
Населення — 416 осіб (2011).
У 1975-1998 роках село належало до Остроленцького воєводства.

## Демографія
Демографічна структура станом на 31 березня 2011 року:
|          | Загалом | Допрацездатний вік | Працездатний вік | Постпрацездатний вік |
| -------- | ------- | ------------------ | ---------------- | -------------------- |
| Чоловіки | 218     | 53                 | 142              | 23                   |
| Жінки    | 198     | 48                 | 102              | 48                   |
| Разом    | 416     | 101                | 244              | 71                   |